# 誘致
| ウィキペディアには「誘致」という見出しの百科事典記事はありません（タイトルに「誘致」を含むページの一覧/「誘致」で始まるページの一覧）。 代わりにウィクショナリーのページ「誘致」が役に立つかもしれません。 |